# Нова Охта (платформа, Жовтнева залізниця)
Нова Охта — платформа Приозерської лінії Жовтневої залізниці, знаходиться в Санкт-Петербурзі (в межах станції Ручьї). На платформі зупиняються практично всі приміські поїзди Приозерського напрямку, що прямують зі станції Санкт-Петербург-Фінляндський.
У червні 2022 року пункт зупинки Мурино перейменували на Нову Охту

Електрифікована в 1958 році в складі дільниці Пискарівка — Пері.

## Колійний розвиток
Платформа Нова Охта розташована в межах станції Ручьї. Колійний розвиток належить до станції Ручьї.
З боку станції Дев'яткіно по ходу руху до колії в одному рівні примикає колії від станції Парнас (лінія Ручьї — Парголово).
В сторону станції Ручьї існує великий колійний розвиток і депо.